# West Jefferson (Ohio)
West Jefferson è un villaggio degli Stati Uniti d'America, situato nello stato dell'Ohio, nella contea di Madison.